# Antimieloperoxidase
Antimieloperoxidase é um marcador de anticorpo anti-citoplasma de neutrófilo perinuclear (P-ANCA) usado para diagnóstico de grupos de vasculites de pequeno calibre, como as poliangeítes microscópicas e a vasculite de Churg-Strauss. Seu rastreio fornece mais especificidade ao exame laboratorial de P-ANCA para diagnóstico dessas doenças.